# Klaus Rost
Klaus Rost (n. 2 martie 1940, Witten, Germania – d. 10 august 2023, Witten, Germania) a fost un luptător ce a reprezentat Germania, medaliat olimpic. A participat la 3 ediții ale Jocurilor Olimpice (1964, 1968, 1972) în care a câștigat o medalie de argint.